# Pikit
Pikit é um município de  primeira classe de renda municipal (d) na província Cotabato, nas Filipinas. De acordo com o censo de 1 de maio  de  2020 possui uma população de 67 024 pessoas e 15 718 domicílios.